# Zac Bierk
Zachary Bierk (nacido el 17 de septiembre de 1976 en Peterborough, Ontario) es un jugador de hockey sobre hielo profesional canadiense retirado. Jugó en 47 juegos de la NHL con Tampa Bay Lightning, Minnesota Wild y Phoenix Coyotes. Bierk pasó 4 años con los Peterborough Petes de la Ontario Hockey League de 1993/94 a 1996/97.
En la temporada 1995/96, Bierk llevó a los Petes a la final de la Copa Memorial, donde fueron derrotados por los Granby Prédateurs 4-0 en la final. La siguiente temporada, Bierk ganó el premio al arquero OHL del año, el trofeo Leo Lalonde como el mejor jugador de más edad en la liga y fue nombrado para el Primer Equipo OHL All-Star y el Segundo Equipo All-Star de la Liga Canadiense de Hockey.
Bierk fue reclutado por los Tampa Bay Lightning en el NHL Entry Draft de 1995 como su selección de la novena ronda, # 212 en general, de Peterborough Petes. Su primera victoria llegó el 30 de marzo de 1998 en su segunda apertura profesional, una victoria por 3-1 en Nueva York contra los Vigilantes.
El 8 de enero de 2003, Bierk formó parte de la historia del hockey cuando jugaba para los Phoenix Coyotes, cuando él y el portero Michael Leighton de Chicago Blackhawks obtuvieron sus primeras blanqueadas de la NHL en un empate 0-0. Fue la primera vez en la historia de la liga que dos porteros ganaron sus primeras blanqueadas de carrera en el mismo juego.
Su juego final en la NHL fue el 9 de noviembre de 2003 en una pérdida del tiempo suplementario 2-1 frente a Anaheim Mighty Ducks.
Bierk terminó su carrera con 47 apariciones en el juego, un récord de 9-20-5, una gaia de 3.18 y un porcentaje de salvación de 0.901 con 1 blanqueada. Bierk también tuvo 1 asistencia y 6 minutos de penalización.
Bierk ahora trabaja como entrenador de porteros para los Oshawa Generals of Ontario Hockey League. Irónicamente, el equipo en el que jugó Bierk durante su etapa juvenil, los Petes, es considerado uno de los rivales más feroces de los generales, que data de mediados de los años setenta.
Es hermano del exvocalista de Skid Row, Sebastian Bach, la actriz canadiense Dylan Bierk y los artistas de Toronto Jeff, Alex, Nick y Charles Bierk. Bierk es el hijo del difunto David Bierk, un artista cuyas pinturas aún se muestran en la Galería Nancy Hoffman en la ciudad de Nueva York.